# 長島鎮區 (堪薩斯州菲利普斯縣)
長島鎮區（英語：Long Island Township）為美國堪薩斯州菲利普斯縣轄下的鎮區。2010年美国人口普查中該鎮區人口有226人。

## 地理
長島鎮區涵蓋總面積為91.23平方（35.22平方英里）。

## 人口統計
根據2010年美國人口普查，長島鎮區人口有226人，住房122戶，人口密度為2.48人/每平方公里。此鎮區居民之種族中，白人佔97.79%，非裔美國人佔0%，美洲原住民佔0%，亞裔美國人佔0%，太平洋島裔美國人佔0%，其他種族佔2.21%，混血種族則佔0%。而西班牙裔或拉丁裔美國人佔此鎮區人口的2.21%。

## 交通

### 主要公路
- 383號堪薩斯州州道